# Пройслиц
Пройслиц (нем. Preußlitz) — деревня в Германии, в земле Саксония-Анхальт, входит в район Зальцланд в составе городского округа Бернбург.
Население составляет 728 человек (на 31 декабря 2008 года). Занимает площадь 9,17 км².

## История
До 2010 года Пройслиц образовывала собственную коммуну, куда также входили сёла: Леау и Плёмниц.
1 января 2010 года, после проведённых реформ, Пройслиц вошёл в состав городского округа Бернбург в качестве района. В этот район также вошли Леау и Плёмниц.

## Известные личности
- Рибек, Эмиль — немецкий путешественник, этнолог, минералог.

## Галерея

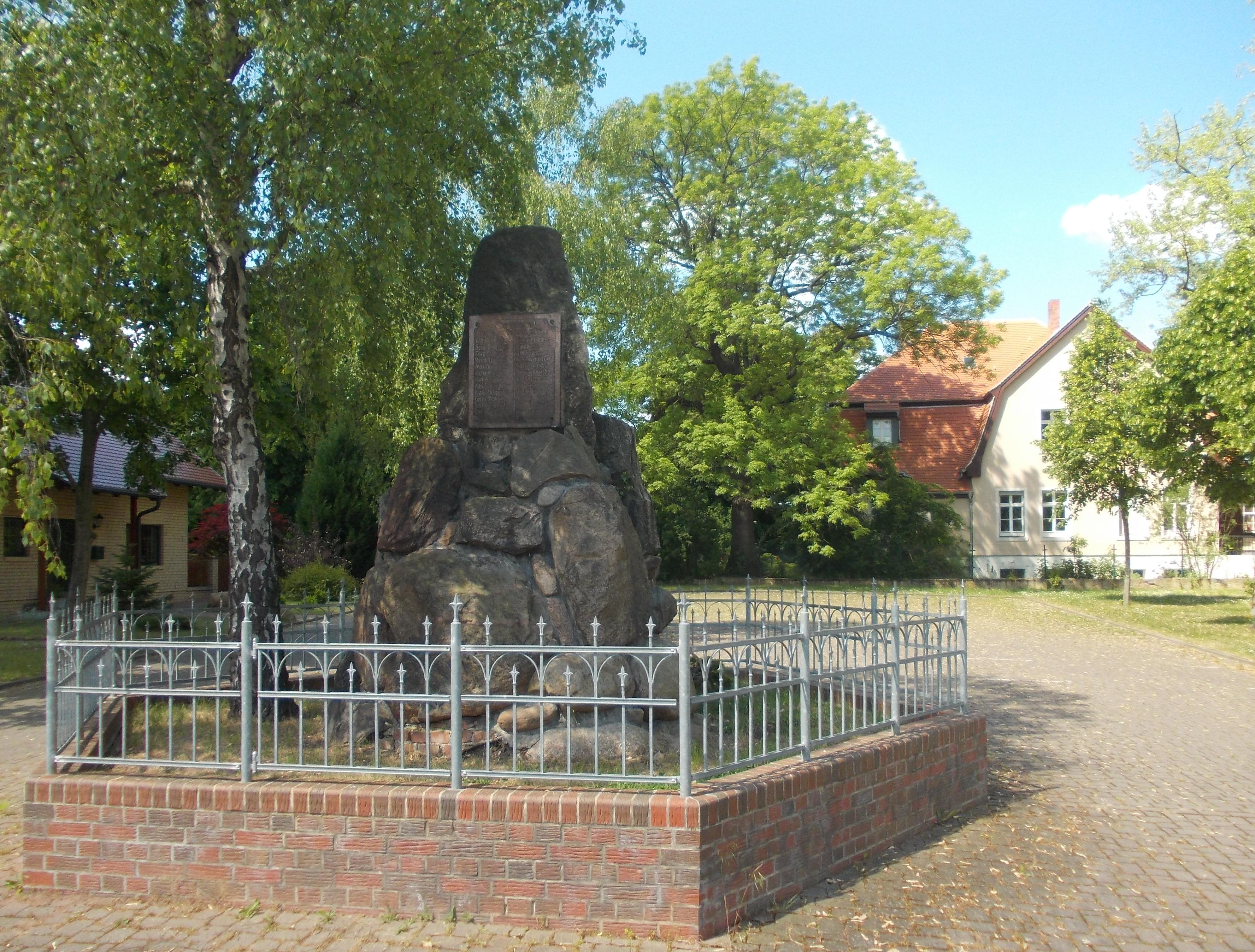
Мемориал погибшим в 1-й Мировой войне
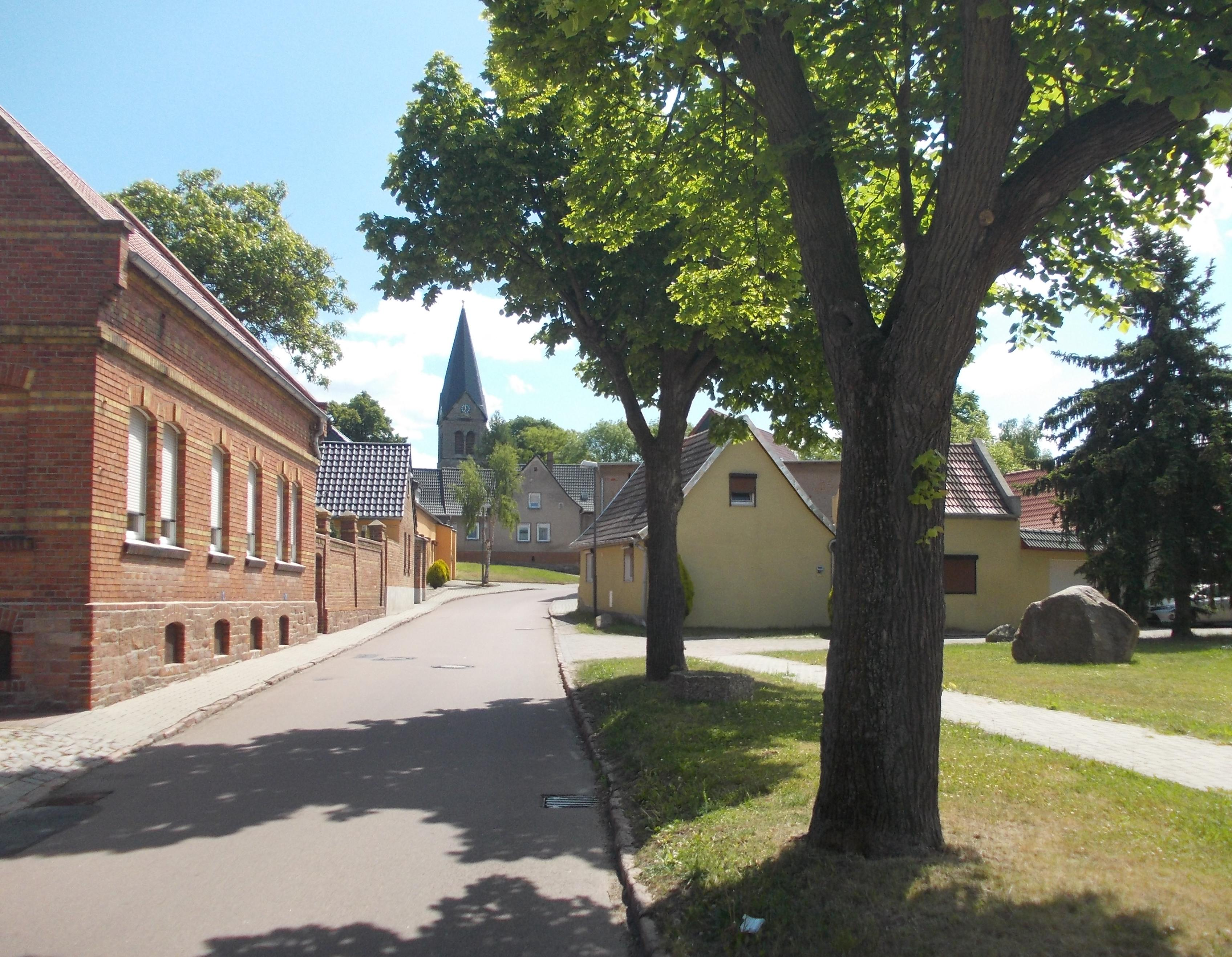
Дома и улицы Пройслица
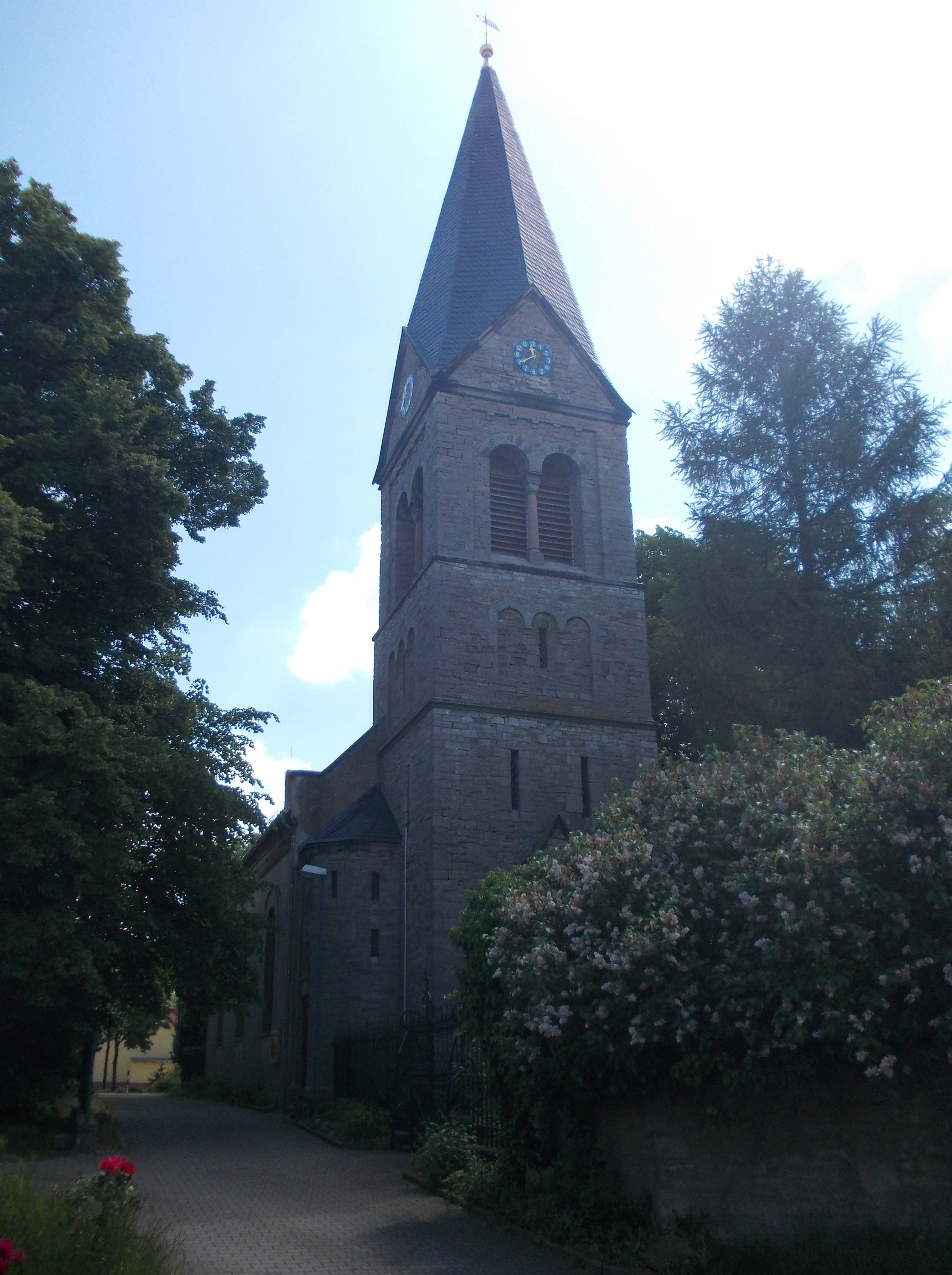
Церковь Пройслица
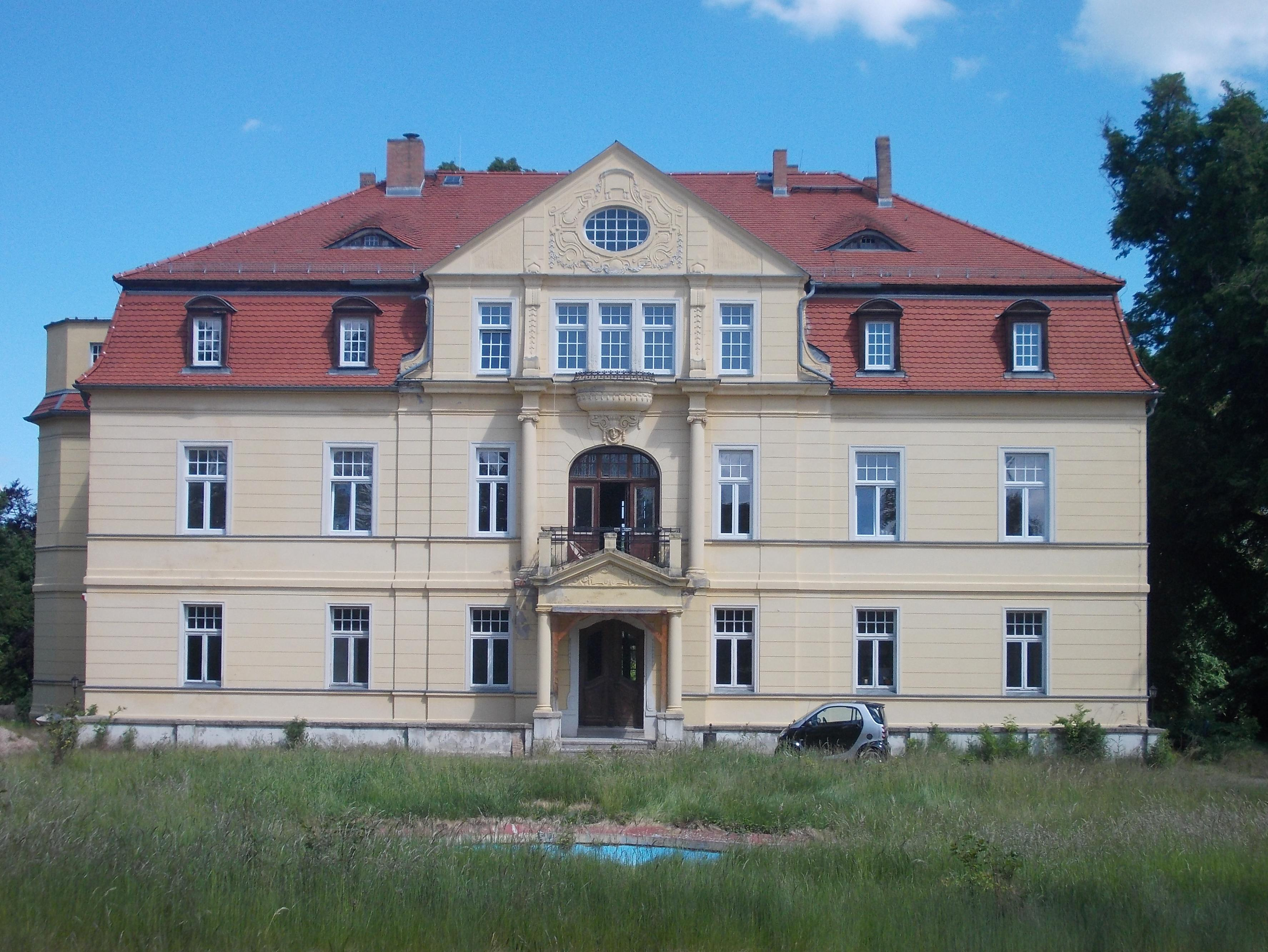
Усадьба Крюгеров